# Hackenberg (niederösterreichisches Adelsgeschlecht)

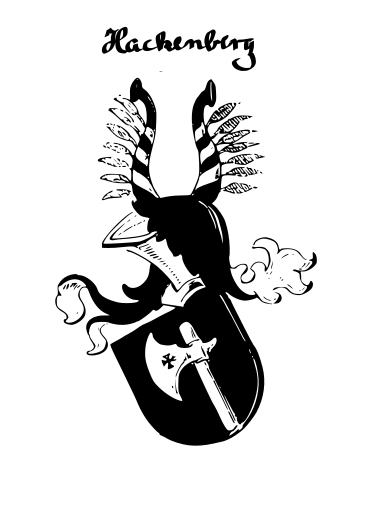
Hackenberg (niederösterreichisches Adelsgeschlecht), Stammwappen nach J. Siebmacher, vereinzelt und nachgezeichnet

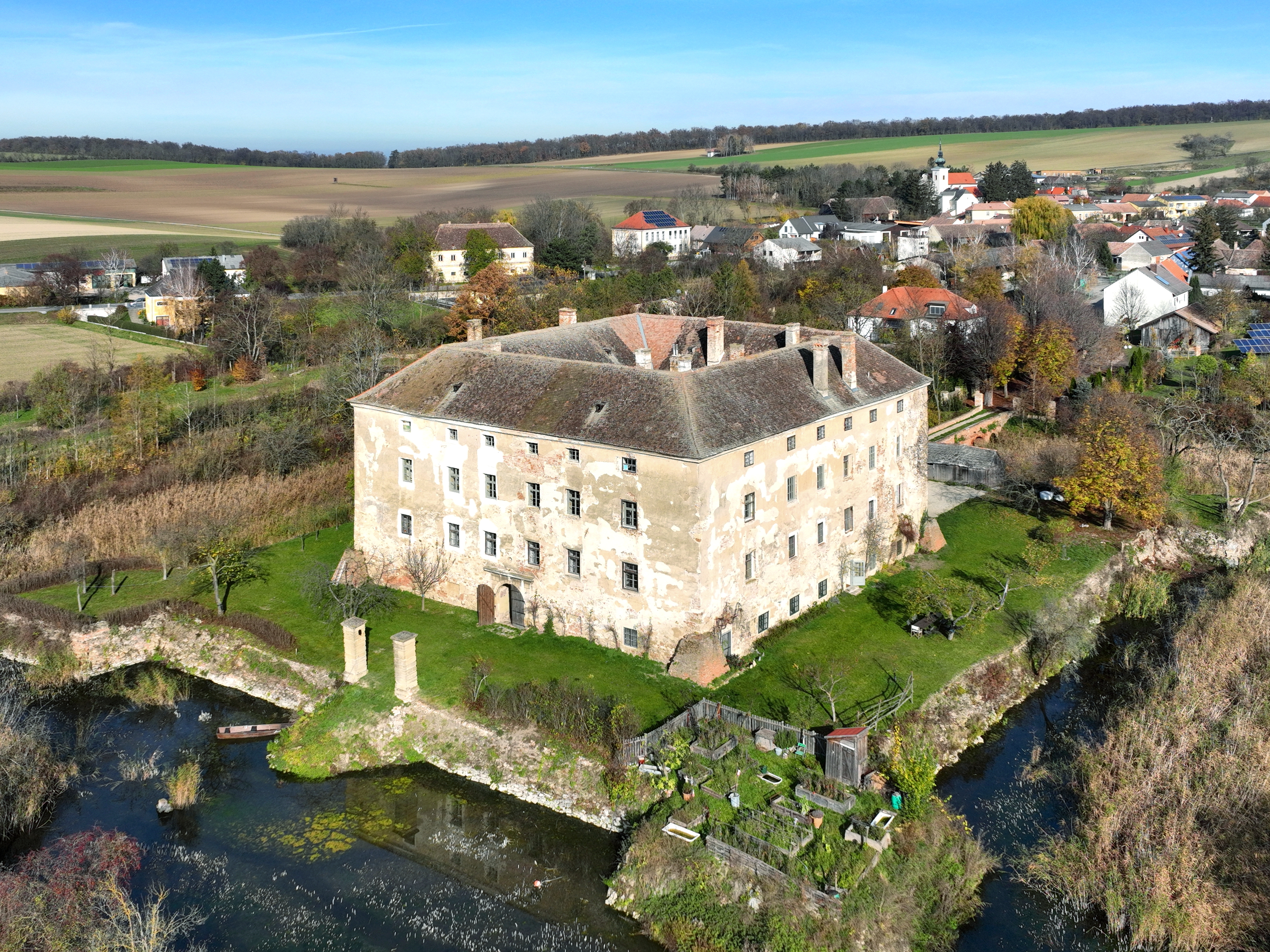
Schloss Hagenberg (Gemeinde Fallbach)

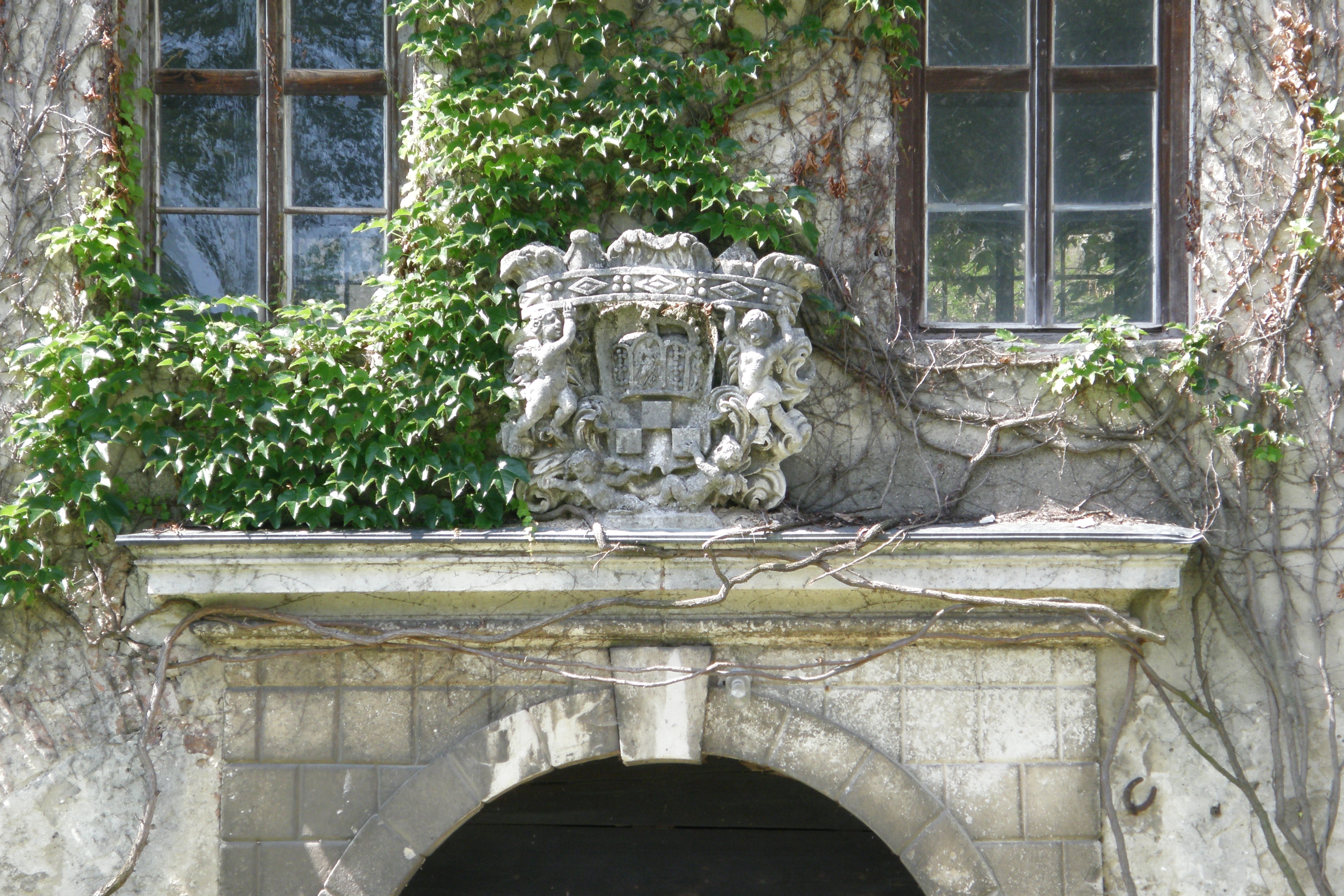
Schloss Hagenberg Eingangstor mit Wappen

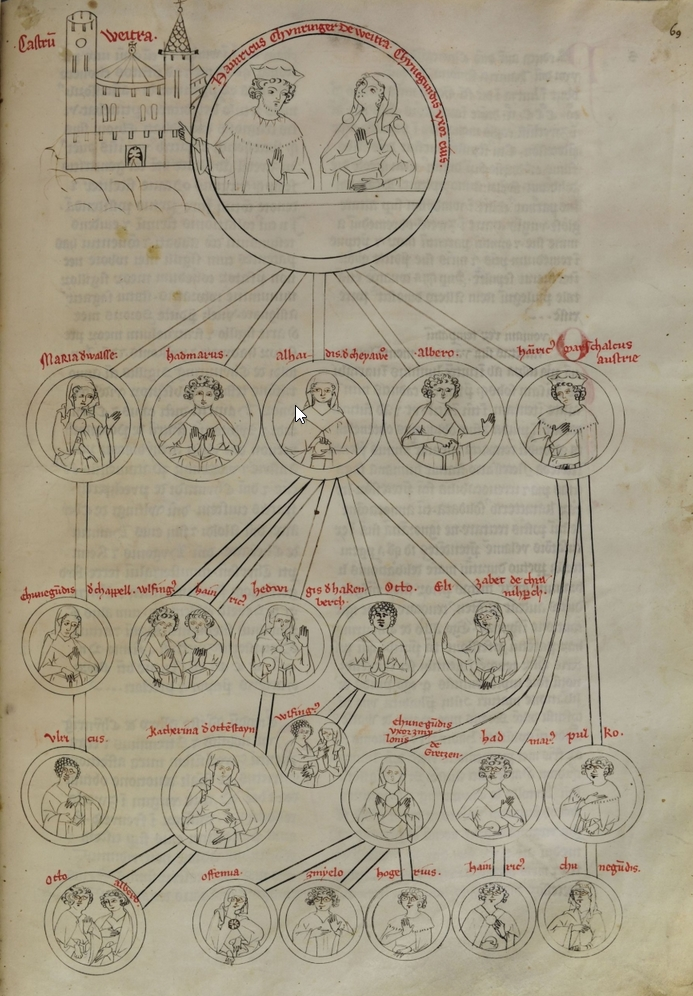
Otto von Hakenberg (3. Zeile, 4. Bild) im Stammbaum von Heinrich IV. von Kuenring-Weitra, Bärenhaut, fol. 69r, Federzeichnung 14. Jahrhundert

Hackenberg (auch Herren von Hackenberg, Hagenberg, Hakenberg, Hackenperch, Haggenberg) ist der Name eines niederösterreichischen Adelsgeschlechts, das von Azzo von Gobatsburg abstammte. Sie waren demzufolge auch mit den Kuenringer verwandt und erscheinen mit diesen gemeinsam auf zahlreichen Schenkungs- und Kaufurkunden. Sie waren österreichische Ministerialen (Gefolgsleute der Landesfürsten) und traten urkundlich erstmals im Jahr 1180 in Niederösterreich auf. Ihr Stammgut war das gleichnamige Schloss Hagenberg (Fallbach).

## Geschichte
Erstmals urkundlich erwähnt wird die Familie im Jahre 1180 mit Otto de Hakkenperch. Er wird dabei als Zeuge eines Übergabebriefs an das Kloster Neuburg, dem heutigen Stift Klosterneuburg genannt. Auch seine Gattin Jutha von Hakkenperch erscheint auf einer Urkunde im Jahre 1200.
Vermutlich sein Sohn Heinrich I. von Hackenperch erscheint im Jahre 1220 in dem Belehnungsbrief, bei dem Herzog Friedrich der Streitbare einem Konrad von Hintperch das Kämmereramt in Oesterreich zum Lehen erteilte. Der Minnesänger und Dichter Ulrich von Liechtenstein verfasste über ihn folgende Zeilen: „Des Morgens setzte ich über die Donau, ritt gegen Korneuburg, wo mich wohl hundert Ritter erwarteten, die sich beflissen, mich würdig zu empfangen. Es war noch früh – da gabs ein schönes Ritterspiel.“ (…) „Heinrich von Hackenberg war der nächste, ein armer Edelmann, der doch hohen Ruhm errungen hat. Denn er war nicht nur tapfer, sondern auch weise.“ Heinrich von Hackenberg nahm eine führende Rolle bei dem Kreuzzug von Damiette ein.
Ein oder zwei Generationen später wurde ein Nachkomme Chunradus (Konrad von Hackenberg) zwischen 1289 und 1293 Komtur zu Mailberg und Vertreter des Ordensgroßmeisters der Johanniter.
Sein Bruder, Otto II. von Hackenberg (Hagenberg), erwarb im Jahr 1294 die Herrschaft Rabensburg, die im Jahr 1328 dann von König Johann von Böhmen erobert wurde. Ebenfalls im Jahr 1294 beurkundet Otto von Hackenberg, dass er mit seiner Gattin Hedwig und seinen Kindern sein Gut zu Klaubendorf an den Stift Zwettl verkauft. Da diese Urkunde auch im Stifterbuch des Klosters Zwettl vermerkt ist (fol. 81l) und sein Bildnis im Stammbaum von Künring-Weitra auftaucht, kann man davon ausgehen, dass es sich bei Otto von Hackenberg um den Sohn von Adelheid von Kuenring-Weitra und den Enkel von Heinrich IV. von Kuenring-Weitra handelt.
1295 nimmt derselbige Otto von Hackenberg an dem Aufstand des Adels gegen Albrecht I. (HRR) rege Teil und wird mit Heinrich II. von Liechtenstein zu König Wenzel II. (Böhmen) gesandt, um um Hilfe zu bitten, welche König Wenzel II. letztlich schriftlich versprach.
Marquard von Hakenberg, ebenso ein Sohn von Otto, starb im Jahr 1319 und wurde in der Katharinenkapelle der Minoritenkirche (Wien) bestattet. Dort wurden zu dieser Zeit Adelige beigesetzt, die sich bei der fürstlichen Hofverwaltung besondere Verdienste erworben hatte. Ihre Wappen wurden an den Wänden des Kircheninneren angebracht, weshalb das Urwappen derer von Hackenberg erhalten geblieben ist.
In einer Urkunde von Karl IV. (HRR) vom 10. Juli 1355 für die Bürger von Regensburg „über die Erlaubnis zur Erhebung von Ungelt (Zoll) auf alle Lebensmittel“ wird Heinrich V. von Hackenberg als Zeuge genannt. In einer Streitsache des Mainzer Domkapitels gegen Karl IV. um die Oppenheimer Pfandschaft wird der Hofmeister von Rudolf IV. (Österreich), der Ritter Heinrich von Hackenberg, im August 1357 als königlicher, „besonderer  Bote“ eingesetzt. Im Jahr 1381 wird Heinrich dann auf dem Heiratsvertrag mit seiner Gemahlin Kunigunde erwähnt, eine Tochter von Hartneid II., Herr zu Liechtenstein, Nikolsburg und Eisgrub.

## Wappen
Blasonierung: Das Wappen zeigt einen silbernen Widerhaken auf schwarzem Grund.
Laut Johann Siebmacher: In schwarzem Schilde eine silberne aufgestellte Hacke; auf dem Stechhelme zwei aufgestellte Büffelhörner, jedes von außen von je 7 Lorbeerblättern besteckt und mit einem silbernen Band umwunden; die Helmdecken silbern und schwarz.